# SpeechMagic
SpeechMagic ist der Markenname einer Spracherkennungstechnologie von Nuance Communications, Inc. Dabei handelt es sich um ein Software Development Kit (SDK), welches Anbietern von Informationssystemen die Integration von Spracherkennung ermöglicht. SpeechMagic wird nicht als eigenständige Lösung bzw. Produkt vertrieben, sondern nur über die Integration in Drittsysteme. Die Technologie wurde ursprünglich von  Philips Speech Recognition Systems mit Sitz in Wien, Österreich entwickelt; das Unternehmen wurde im Oktober 2008 an Nuance verkauft.
SpeechMagic wird primär zur Informationserfassung im Gesundheitswesen eingesetzt. Ärzte können damit direkt in Inhaltsfelder eines Krankenhausinformationssystems oder einer elektronischen Patientenakte diktieren und diese per Sprachbefehle navigieren. Hauptsächlich wird SpeechMagic jedoch zur Erstellung medizinischer Befunde und Arztbriefe verwendet.
SpeechMagic bietet zwei Möglichkeiten zur Umwandlung von Sprache in Text: Die Front-End- bzw. Online-Spracherkennung zeigt – mit einer minimalen zeitlichen Verzögerung – den erkannten Text direkt am Bildschirm des Autors an. Bei der Back-End- bzw. Batch-Spracherkennung wird die Sprache im Hintergrund in Text umgewandelt, der dann zu einem späteren Zeitpunkt von einer Schreibkraft oder dem Autor selbst zur Korrektur abgerufen werden kann.
SpeechMagic unterstützt 25 Erkennungssprachen und bietet mehr als 150 fachspezifische Erkennungsvokabulare. Spezielle Versionen sind für den juristischen Bereich und für die Steuerberatung verfügbar.
Philips Speech Recognition Systems, der Hersteller von SpeechMagic, wurde am 1. Oktober 2008 von Nuance (dem Hersteller von Dragon NaturallySpeaking) aufgekauft.

## Auszeichnungen
- 2007 Frost & Sullivan Global Excellence Award[4]
- 2005 Frost & Sullivan Market Leadership Award in European Healthcare.[5]

## Studien
- 2007 – Improvement of Report Workflow and Productivity Using Speech Recognition – A Follow-up Study. Helsinki University Hospital[6]
- 2008 – Impact of RIS/PACS integrated speech recognition on report availability. In: Radiol Manage., 2008 Nov-Dec, 30(6), S. 16–23; quiz S. 24–26, Institut für Klinische Radiologie, Ludwig-Maximilians-Universität, München, PMID 19115708.